# Cantonul Castres-Sud
Cantonul Castres-Sud este un canton din arondismentul Castres, departamentul Tarn, regiunea Midi-Pyrénées, Franța.

## Comune
| Comune  | Populație (1999) | Cod poștal | Cod INSEE |
| ------- | ---------------- | ---------- | --------- |
| Castres | 43 496 (1)       | 81100      | 81065     |